# Theo Frisch-Gerlach
Theo Frisch-Gerlach (* 10. Juni 1907 in Wien; † 28. Juli 1983) war ein österreichischer Schauspieler, Theaterregisseur, Hörspielsprecher und Hörspielautor.

## Leben
Frisch-Gerlach erhielt seine Ausbildung am Konservatorium Wien. Von 1927 bis 1932 war er in der tschechischen Provinz engagiert, dann von 1932 bis 1940 an verschiedenen Wiener Theatern, darunter der Scala und dem Deutschen Volkstheater. Von 1940 bis 1942 war er Soldat, dann spielte er von 1942 bis 1944 am Brünner Stadttheater.
1946 wurde er Mitglied der Vereinigten Bühnen Graz. Er war dort nicht nur Schauspieler, sondern auch Regisseur. Zudem verfasste Frisch-Gerlach mehrere Bühnenstücke wie Tür an Tür, das schon 1935 am Neuen Theater Wien aufgeführt wurde, ferner Immer wieder wird es Sonntag, das er 1953 in Graz uraufführte, und Briefe kamen aus Europa, bei dessen Inszenierung in Innsbruck er zugleich die Hauptrolle übernahm. Er wirkte als Sprecher bei Hörspielen für den Hörfunk mit und verfasste Stücke wie Am vorletzten Tag im Mai und Das einsame Haus.

## Filmografie (Auswahl)
- 1954: Weg in die Vergangenheit
- 1959: So weit die Füße tragen
- 1960: … und keiner schämte sich
- 1962: Seelenwanderung
- 1962: Der Pastor mit der Jazztrompete
- 1963: Das Kriminalmuseum: Die Fotokopie
- 1964: Die Verbrecher
- 1964: Kommissar Freytag: Briefe aus Sydney
- 1964: Sie werden sterben, Sire
- 1964: Gewagtes Spiel: Gefahr für V.128
- 1965: Die Karte mit dem Luchskopf: Um eine Wagenlänge
- 1965: Alarm in den Bergen (drei Folgen)
- 1967: Das Attentat – Der Tod des Engelbert Dollfuß
- 1971: Wenn der Vater mit dem Sohne

## Hörspiele (Auswahl)

### Autor
- 1952: Wieder einmal: Cherchez la femme! – Regie: Nicht angegeben (Kriminalhörspiel – ORF Steiermark)
- 1952: Das einsame Haus (Krimi in 3 Folgen) – Regie: Nicht angegeben (Original-Hörspiel, Kriminalhörspiel – ORF Steiermark)
- 1959: Ringsum ist der Himmel blau – Regie: Gustav Bartelmus (Originalhörspiel – ORF Kärnten)

### Sprecher
Die Ö1-Hörspieldatenbank enthält (Stand: Juni 2025)für den Zeitraum von 1951 bis 1977 insgesamt 57 Datensätze, bei denen Theo Frisch-Gerlach als Sprecher geführt wird.
- 1951: August Strindberg: Schwanenweiß – Bearbeitung und Regie: Herbert Spalke (Hörspielbearbeitung – ORF Steiermark)
- 1955: Guy de Maupassant: Pariser Abenteuer (Albert) – Regie: Herbert Spalke (Hörspielbearbeitung – ORF Steiermark)
- 1958: Lester Powell: Die Dame ist blond (8 Folgen) – Regie: Ferry Bauer (Originalhörspiel, Kriminalhörspiel – ORF Oberösterreich)
- 1959: Rolf und Alexandra Becker: Gestatten, mein Name ist Cox – Tod auf Gepäckschein 3311^(7 Folgen) (Eine "dunkle Existenz") – Regie: Ferry Bauer (Originalhörspiel, Kriminalhörspiel – ORF Oberösterreich)
- 1967: Alexander Roda Roda: Gerechtigkeit – Regie: Ferry Bauer (Hörspielbearbeitung – ORF Oberösterreich)
- 1967: Alexander Puschkin: Der Postmeister – Regie: Ferry Bauer (Hörspielbearbeitung – ORF Oberösterreich)
- 1967: Ernst Kein: Der Kampf (Nauhoffs Betreuer) – Regie: Ernst Willner (Originalhörspiel – ORF Kärnten)
- 1967: Honoré de Balzac: Oberst Chabert – Regie: Ferry Bauer (Hörspielbearbeitung – ORF Oberösterreich)
- 1967: Michael Gilbert: Der Mann, der nicht schlafen konnte (6 Folgen) – Regie: Ferry Bauer (Hörspielbearbeitung, Kriminalhörspiel – ORF Oberösterreich)
- 1968: Günter Eich: Die Stunde des Huflattichs (Delta) – Regie: Otto Grünmandl (Originalhörspiel – ORF Tirol)
- 1968: Thomas Wolfe: Das Herrenhaus (Das Herrschaftshaus) (Mr. Porter) – Regie: Ferry Bauer (Hörspielbearbeitung – ORF Oberösterreich)
- 1968: Gustav Meyrink: Der Golem – Regie: Ferry Bauer (Hörspielbearbeitung – ORF Oberösterreich)
- 1969: Miroslav Stehlik: Telefonseelsorge (Kohlenfahrer) – Regie: Hermann Brix (Hörspiel – ORF Tirol)
- 1970: Friedrich Dürrenmatt: Romulus der Große – Regie: Ferry Bauer (Hörspielbearbeitung – ORF Oberösterreich)
- 1971: Barbara Frischmuth: Die unbekannte Hand – Regie: Ferry Bauer (Originalhörspiel – ORF Oberösterreich)
- 1972: Oskar Zemme: Schlafstörung (Schaubudenmann) – Regie: Ferry Bauer (Hörspiel: SFB/ORF Oberösterreich)
- 1973: Curth Flatow: Scheiden tut nicht weh. Ein Musical – Regie: Ferry Bauer (Hörspielbearbeitung – ORF Oberösterreich)
- 1974: Nikolai Gogol: Heiratskomödie – Regie: Ferry Bauer (Hörspielbearbeitung – ORF Oberösterreich)
- 1975: Friedrich Ch. Zauner: Job für Kutschera – Regie: Ferry Bauer (Hörspiel – ORF Oberösterreich)
- 1976: Fritz Meingast: Aufstand des Gewissens – Regie: Ferry Bauer (Originalhörspiel – ORF Oberösterreich)
- 1977: Christoph Aigner, Christian Wallner: Scherzo – eine Annäherung. Hörspiel über Anton Bruckner – Regie: Ferry Bauer (Originalhörspiel – ORF Oberösterreich)

Quelle: Ö1-Hörspieldatenbank